# Sokolniki (Kaliningrad, Prawdinsk)
Sokolniki (Сокольники, deutsch Grünbaum) war ein Ort in der russischen Oblast Kaliningrad (Gebiet Königsberg (Preußen)). Die Ortsstelle gehört zum Munizipalkreis Rajon Prawdinsk (Stadtkreis Friedland (Ostpreußen)).

## Geographische Lage
Die Ortsstelle Sokolnikis resp. Grünbaums liegt im südlichen Westen der Oblast Kaliningrad, 22 Kilometer nordöstlich der einstigen Kreisstadt Preußisch Eylau (russisch Bagrationowsk) bzw. 18 Kilometer nordwestlich der heutigen Rajonshauptstadt Prawdinsk (deutsch Friedland (Ostpreußen)).

## Geschichte
Das Dorf Gruenbaum wurde 1684 gegründet. In der Zeit vor 1772 bis 1950 schrieb sich der Name Grünbaum.
Als Landgemeinde kam Grünbaum 1874 zum neu errichteten Amtsbezirk Blankenau (russisch Jerschowo) im ostpreußischen Kreis Preußisch Eylau.
Im Jahre 1910 zählte Grünbaum 125 Einwohner.
Am 30. September 1928 vergrößerte sich die Landgemeinde Grünbaum um den benachbarten Gutsbezirk Randenau (bis 1905 Verlorenwalde), der eingemeindet wurde. Die Einwohnerzahl dieser neu formierten Gemeinde belief sich im Jahre 1933 auf 270 und im Jahre 1939 auf 282.
In Kriegsfolge kam Grünbaum 1945 mit dem gesamten nördlichen Ostpreußen zur Sowjetunion. Im Jahre 1950 wurde das Dorf in „Sokolniki“ umbenannt. Aber bereits 1947 wurde es in den Domnowski selski Sowet (Dorfsowjet Domnowo (Domnau)) eingegliedert. Nicht lange war Sokolniki besiedelt, denn schon lange vor 1975 war es verlassen, verwaiste und gilt heute offiziell als untergegangen. Seine Ortsstelle befindet sich heute im Rajon Prawdinsk in der Oblast Kaliningrad (Gebiet Königsberg (Preußen)) in der Russischen Föderation.

## Religion
Bis 1945 war Grünbaum in den Sprengel Abschwangen (russisch Tischino) im evangelischen Kirchspiel Almenhausen/Abschwangen in der Kirchenprovinz Ostpreußen der Kirche der Altpreußischen Union eingepfarrt.

## Verkehr
Die kaum noch wahrnehmbare Ortsstelle von Grünbaum resp. Sokolniki ist von Jerschowo (Blankenau) aus über Landwegverbindungen zu erreichen.